# 박아름 (1991년)
박아름(1991년 5월 9일~)은 대한민국의 미스코리아 美(미) 출신, OBS경인TV 뉴스의 기상캐스터로 활동하다, KBS제주방송총국 아나운서로 전직하였다.

## 학력
- 원화여자고등학교
- 아이오와대학교 심리학과

## 경력
- 한국경제TV 퇴사
- OBS경인TV 뉴스 기상캐스터 퇴사
- KBS제주방송총국 아나운서 퇴사

## 신체 사이즈
- 가슴: 34 in (86.4 cm)
- 허리: 24 in (61.0 cm)
- 엉덩이: 36 in (91.4 cm)